# Ralph Waldo Christie

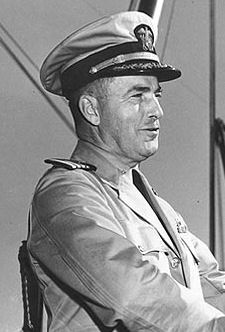
Imagem de Ralph Christie.

Ralph Waldo Christie (30 de agosto de 1893 - 19 de dezembro de 1987) foi um almirante da Marinha dos Estados Unidos que desempenhou um papel fundamental no desenvolvimento de tecnologias de torpedo. Durante a Segunda Guerra Mundial, ele comandou operações submarinas nos portos australianos de Brisbane e Fremantle.

## 30em
1. ↑  «Ralph Christie - Recipient -». valor.militarytimes.com (em inglês). Consultado em 30 de janeiro de 2021
2. ↑  «Ralph W. Christie papers,». Library of Congress, Washington, D.C. 20540 USA. Consultado em 30 de janeiro de 2021
3. ↑  «Christie, Ralph Waldo». WW2 Gravestone (em inglês). Consultado em 30 de janeiro de 2021